# Лінійні крейсери типу «Мольтке»
Ліні́йні крейсери́ ти́пу «Мо́льтке» (нім. Moltke-Klasse) — тип лінійних крейсерів ВМС Німецької імперії часів Першої світової війни. Збудовано дві одиниці — «Мольтке» і «Гебен».
Являли собою покращений варіант лінійного крейсера «Фон дер Танн». За рахунок збільшення нормальної водотоннажності на понад три тисячі тонн було покращено усі параметри. Крейсери отримали додаткову п'яту башту головного калібру. Отримали вищу швидкість і покращене бронювання. Як і попередник, значно перевершували британські лінійні крейсери з 305-мм гарматами. Однак у швидкості та озброєнні значно поступалися британським крейсерам другого покоління типу «Лайон», які стали в стрій практично одночасно з ними.
Активно використовувались під час Першої світової війни. «Мольтке» взяв участь у всіх бойових операціях німецьких лінійних крейсерів у Північному морі і на Балтиці. Після закінчення війни інтернований і затоплений власним екіпажем у Скапа-Флоу. «Гебен» був єдиним німецьким лінійним крейсером, що не входив до складу 1-ї розвідувальної групи. До війни служив у Середземному морі. На початку Першої світової війни прорвався в Дарданелли і був проданий Туреччині. Брав участь у декількох сутичках з російським Чорноморським флотом. Після війни був відремонтований, пережив Другу світову війну і став останнім німецьким лінійним крейсером, розібраним на метал.

## Історія розробки
Як тільки починались роботи з підготовки по проектуванню лінійного крейсера «Фон дер Танн», департамент загального проєктування військово-морського відомства вже почав розробку вимог до лінійного крейсера G програми 1908 року. На конференції в травні 1907 року було прийнято рішення, що новий крейсер буде більшим за попередній. Виділених на нього 44 млн марок могло вистачити на перехід на гармати калібром 305 мм. Проте й начальник департаменту проектування — контр-адмірал Рольман, і міністр Тірпіц вважали, що калібру 280 мм достатньо для протиборства з сучасними британськими лінкорами, а зі сторони тактичних переваг найкращим рішенням є збільшення кількості гармат. Тому калібр гармат залишився без змін (280 мм), але були покращені їхні характеристики за рахунок переходу на довжину дул у 50 калібрів.
Якість бронювання мав бути не гіршим, ніж у «Фон дер Танна», швидкість не нижчою за 24,5 вузла. Проєктування велося під керівництвом головного конструктора Дітріха з квітня 1907 року по вересень 1908 року. У порівнянні з «Фон дер Танном», новий крейсер отримав протяжніший напівбак, що йшов до фок-щогли, і ще одну 280-мм башту у кормовій крайній частині. Збільшення водонавантаження викликало й збільшення потужності силової установки. Процес проєктування був довготривалим через нестачу персоналу. У результаті, німці вирішили, що витрачати ресурси на розробку проекту одиничного корабля є марнотратною справою. Тому, щоб зекономити час і гроші на розробці проєкту, крейсер H програми 1909 року вирішили будувати за тими ж кресленнями.

## Конструкція

### Корпус

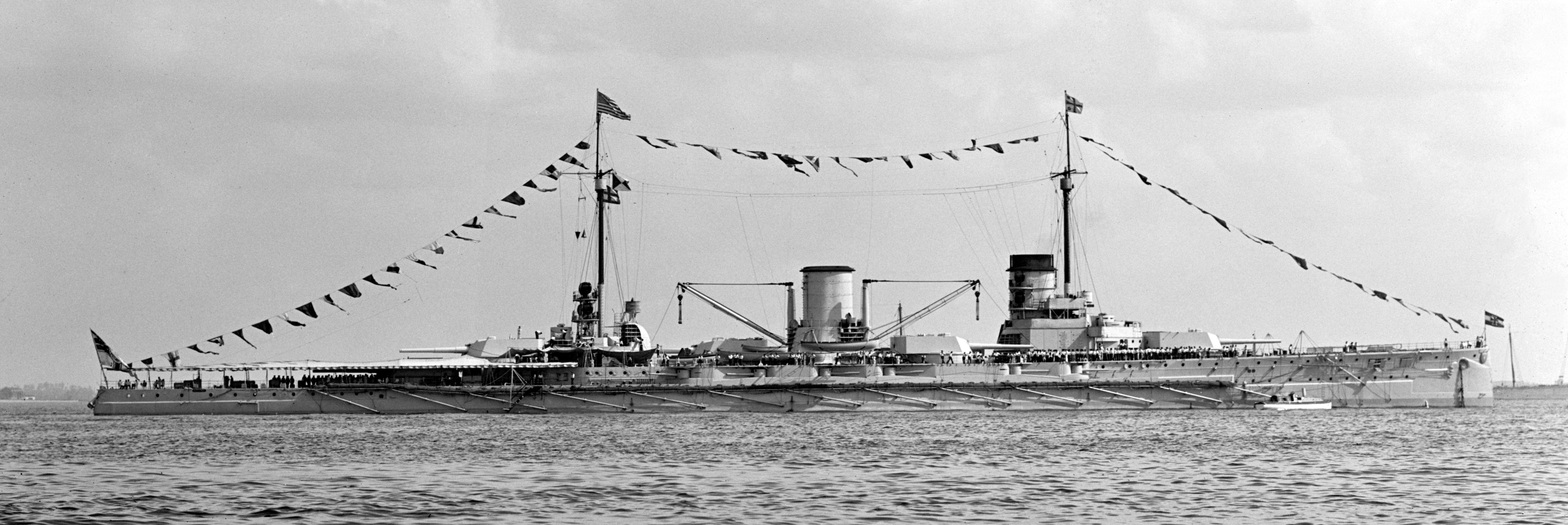
SMS Moltke в ході візиту німецької ескадри до США в 1912 році

Корпус крейсера мав напівбак, що простягався до фок-щогли, і гостріші, ніж у «Фон дер Танна», крайні частини. Форштевень був прямішим. Силовий набір корпусу — змішаний, з кроком шпації 1200 мм. Корпус був поділений водонепроникними перегородками на 15 відсіків. Подвійне дно займало 78 % довжини корабля, будучи відсутнім у крайніх частинах.
Нормальна водотоннажність «Мольтке» зросла до 22 979 т, повна — до 25 400 т. Довжина по КВЛ дорівнювала 186,0 м, максимальна — 186,6 м. Ширина корпусу на міделі — 29,4 м, максимальна з урахуванням протиторпедної сітки — 29,96 м. Висота борту в середині корпусу склала 14,08 м. При нормальній водотоннажності осадка носом становила 8,77 м, кормою — 9,19 м, при цьому висота надводного борту в носовій крайній частині дорівнювала 7,3 м і 4,3 м в кормовій. Збільшенню осадки на 1 см відповідало збільшення водотоннажності на 35,64 т.
На відміну від «Фон дер Танна» з його паралельно встановленими стернами, «Мольтке» отримав тандемно розміщені стерна. Основне стерно мало кут повороту до 38°, допоміжне — до 10°. Кожна з двох стернових машин могла керувати як своїм стерном, так і одночасно обома. Крейсери цього типу мали досить гарну мореплавність. На передньому ходу мали хорошу керованість, при перекладці стерна плавно описували циркуляцію, але важко виходили з неї. При повній перекладці стерна «Мольтке» втрачав 60 % швидкості й отримував крен у 9°. Крейсер мав високі характеристики остійності — метацентрична висота при проектній водотоннажності складала 3,01 м. Остійність була максимальною при крені в 38° і нульовою при 68°.
Обидва кораблі мали порожнисті трубчасті щогли. Кораблі комплектувались протиторпедними сітками, які було знято у 1916 році.
Екіпаж корабля налічував 1153 особи, з них 43 офіцера. Як флагманский корабель «Мольтке» мав збільшений на 76 осіб (в тому числі 14 офіцерів) екіпаж. В Ютландській битві екіпаж крейсера налічував 1425 осіб.

### Бронювання

Зріз по міделю

Броньовий захист у порівнянні з «Фон дер Танном» було ще більш посилено. Вертикальне бронювання виготовлялось з цементованої круппівської броні. Головний броньовий пояс товщиною 270 мм розміщувався між барбетами носової и кормової башт. Під водою він звужувався, доходячи до 130 мм біля нижньої кромки. Пояс було встановлено на підкладці з тикового дерева товщиною 50 мм. Головний броньовий пояс замикався в крайніх частинах траверзами товщиною 200 мм.
Верхній броньовий пояс мав товщину 200 мм, доходячи до нижніх кромок портів 150-мм гармат. Каземат гармат середнього калібру мав товщину 150 мм. Між гарматами і за ними встановлювались протиуламкові екрани товщиною 20 мм. В носовій частині головний пояс продовжувався поясом товщиною 120 мм, потім переходив у 100-мм пояс і закінчувався броньовою перегородкою товщиною 100 мм. У кормовій частині він завершувався поясом товщиною 100 мм, закінчуючись за три метри від кормового зрізу 100-мм перегородкою. Барбети башт мали товщину 200 мм. Зовнішні частини барбетів носової та кормової башт мали товщину 230 мм, а внутрішні — 170 мм. За поясом каземату товщина зменшувалась до 80 мм, а за верхнім броньовим поясом — до 30 мм. Товщина лобової и задньої стінок башт головного калібру була 230 мм, бокових стінок — 180 мм. Похила передня частина даху мала товщину 90 мм, а пласка частина — 60 мм. В задній частині башти розміщувався 50-мм настил. Товщина стінок передньої бойової рубки становила 250—350 мм, а товщина даху — 80 мм. У задньої бойової рубки ця товщина була дещо меншою — 200 і 50 мм відповідно.
Палуба півбака мала товщину 25 мм, товщаючи над батареєю до 35 мм. Середня палуба мала товщину 15 мм. Головна броньована палуба в середній частині мала товщину 25 мм, закінчуючись 50-мм скосами, що складалися з двох шарів по 25 мм. В носовій частині вона була товщиною 50 мм зі скосами 50 мм. В кормовій частині досягала 80 мм зі скосами 50 мм.
Протиторпедна перегородка мала товщину 30 мм, збільшуючись в районі погребів до 50 мм. Додатковий конструктивний захист забезпечували вугільні бункери.

### Озброєння
Артилерія головного калібру складалася з десяти 280-мм гармат 28 cm SK L / 50 з довжиною ствола в 50 калібрів. Вони розташовувалися в п'яти двогарматних баштах. У діаметральній площині знаходилися одна носова і дві кормові башти з лінійно-піднесеним розташуванням. У центральній частині корпусу діагонально, як на «Фон дер Танні», розташовувалися дві бортові башти. Права була зміщена ближче до носа відносно лівої. Носова башта мала сектор обстрілу 300 °, кормові по 280 °, бортові — 180 ° на ближній борт і 125 ° на дальній. Висота осей гармат над рівнем води у носовій башті становила 9 м, у бортових башт — 8,4 м, у кормових — 8,6 м і 6,2 м.
Реальний калібр усіх німецьких 280-мм гармат, у тому числі 28 cm SK L / 50, був 283 мм. Гармата була конструктивно схожою на 45-каліберну гармату «Фон дер Танна». За рахунок збільшення довжини ствола до 14 000 мм його вага зросла до 36 т. Затвор клиновий, системи Круппа. Пороховий заряд складався з двох частин — основного заряду в латунній гільзі та допоміжного заряду в шовковому картузі. Загальна вага пороху в заряді становила 105 кг. Бронебійному снаряду вагою 302 кг він задава початкову швидкість 880 м / с.
Гармати розташовувалися в баштових установках зразка Drh LC/1908 вагою 444,5 т, які забезпечували їм кут нахилу -8° і кут піднесення + 13,5°. Після Ютландської битви кути були змінені до -5,5 ° і + 16 ° відповідно. При куті піднесення + 13,5 ° досягалася дальність стрільби 18 100 м, при + 16 ° — 19 100 м. На «Гебені» після війни кут піднесення був збільшений до + 22,5 °, що забезпечувало максимальну дальність вогню в 21 700 м.
Гармати заряджалися при постійному куті піднесення в 2°. Практична скорострільність досягала 3 постріли на хвилину. У всіх башт снарядні погреби розташовувалися під зарядними. Номенклатура снарядів обмежувалася тільки бронебійними. Боєкомплект становив 810 снарядів — по 81 на гармату. Кемпбелл, з посиланням на дані британської розвідки, пише, що для носової та кормових башт боєкомплект був по 87 снарядів на ствол, як на «Зейдліці».
Середній калібр складався з дванадцяти 150-мм гармат 15 cm SK L / 45 з довжиною ствола 45 калібрів. Вони були розташовані в казематі в батареї на верхній палубі в установках MPL C / 06 зразка 1906 року. Кут нахилу становив -7°, піднесення + 20°, що забезпечувало максимальну дальність стрільби 13500 м. Боєкомплект становив по 150 снарядів на гармату — усього 1800 снарядів.
Допоміжна артилерія спочатку складалася з дванадцяти 88-мм гармат з довжиною ствола 45 калібрів. Чотири розташовувалися в казематі в носовій частині на верхній палубі, дві в носовій і чотири в кормовій надбудовах і ще дві на верхній палубі позаду 150-мм гармат. Боєкомплект для них становив по 250 пострілів на гармату. Ці гармати поступово знімалися в процесі експлуатації, замінюючись зенітними. Спочатку зняли чотири носових гармати, розташовані в казематі, тому що їх сильно заливало при коливанні. Пізніше зняли чотири гармати в кормовій надбудові, встановивши чотири зенітні 88-мм гармати. Наприкінці 1916 року зняли останні чотири 88-мм гармати для стрільби по наземних цілях.
Керування артилерійським вогнем велося з двох броньованих постів управління. Дані про дальність до них надходили з далекомірних постів, встановлених на марсах щогл. На «Мольтке» в 1915 році встановили прилади центрального керування вогнем гармат головного та середнього калібрів. На «Гебені» вони були встановлені в 1916 році.
Торпедне озброєння було представлено чотирма підводними торпедними апаратами калібром 500 мм — один носовий, один кормовий і два бортових, розташованих попереду барбета носової башти. Загальний боєкомплект становив 11 торпед.

### Енергетична установка
«Мольтке» мав четиривальную паротурбінну силову установку. Усі чотири гвинти були трилопатевими, діаметром 3,74 м. Їх приводили в обертання два комплекти турбін Парсонса з прямим приводом на вали. Вони розташовувалися в двох водонепроникних відсіках — IV і V. Кожен відсік був розбитий поздовжніми перегородками на три відділення. Турбіни високого тиску розташовувалися в зовнішніх відділеннях переднього V відсіку і приводили в обертання зовнішні вали. Діаметр роторів їхніх турбін становив 1980 мм. Турбіни низького тиску з приводом на внутрішні вали розташовувалися в кормовому IV відсіку в центральному відділенні. Діаметр їх роторів становив 3050 мм.
Пара з тиском 235 psi (16,5 атм.) вироблялася 24 вугільними котлами Шульца — Торнікрофта військово-морського типу. Після 1916 року котли були обладнані форсунками для впорскування нафти. Котли розташовувалися в чотирьох відсіках — VII, VIII, X і XI. Кожен відсік розбивався поздовжніми перегородками на три відділення. Таким чином, в кожному з 12 відділень стояло по два котли. Котли були з природною циркуляцією, тонкими трубками і загальною площею нагріву 11530 м². Кожен котел мав дві топки, три водяних барабани (англ. water drum) з одним парозбірником.
Проектна потужність на валах становила 52000 к. с., або 2,05 к. с. на тонну повної водотоннажності, що за розрахунками при частоті обертання валів 330 об/хв дозволяло лінійним крейсерам цього типу розвивати проектну швидкість 25,5 вузла. На випробуваннях на Нейкрузькій мірній милі турбіни крейсера «Мольтке» розвинули форсовану потужність на валах 85782 к. с., забезпечивши кораблю (при частоті обертання валів 332 об/хв) швидкість, що дорівнювала 28,4 вузла. Витрата пального (під час 6-годинного форсованого ходу) при розвиненій потужності 76795 к. с. становив 0,67 кг/к. с. на годину. «Гебен» на випробуваннях на Нейкрузькій мірній милі показав максимальну швидкість в 28,0 вузла при потужності 85 661 к. с. Під час 6-годинного форсованого ходу він показав середню швидкість в 26,8 вузла.
Нормальний запас палива на крейсерах дорівнював 1000 т вугілля, максимальний — 3100 т. Дальність плавання лінійних крейсерів типу «Мольтке» становила 2370 морських миль (при швидкості 23 вузла) або 4120 морських миль (при 14 вузлах). Електроенергією з напругою 225 В корабель забезпечували шість турбогенераторів загальною потужністю 1500 кВт.

## Представники
| Назва     | Дата закладення | Спуск на воду   | Вступ до складу флоту | Вибув зі складу флоту Німецької імперії | Дата завершення бойової служби |
| --------- | --------------- | --------------- | --------------------- | --------------------------------------- | ------------------------------ |
| «Мольтке» | 23 січня 1909   | 7 квітня 1910   | 31 березня 1912       | 19 листопада 1918                       | 21 червня 1919                 |
| «Гебен»   | 12 серпня 1909  | 28 березня 1911 | 2 липня 1912          | 16 серпня 1914                          | 14 листопада 1954              |

### «Мольтке»
Замовлення на будівництво крейсера G отримала верф «Блом унд Фосс» в Гамбурзі. За різними даними, кіль корабля було закладено 7 грудня 1908 року або 23 січня 1909. При спуску на воду 7 квітня 1910 року крейсер отримав ім'я «Мольтке» на честь німецького воєначальника кінця XIX століття. Вартість споруди становила 42,603 млн марок або 21,302 млн рублів золотом. Переданий флоту 30 вересня 1911 року і приступив до випробувань, які тривали до 1 квітня 1912 року.

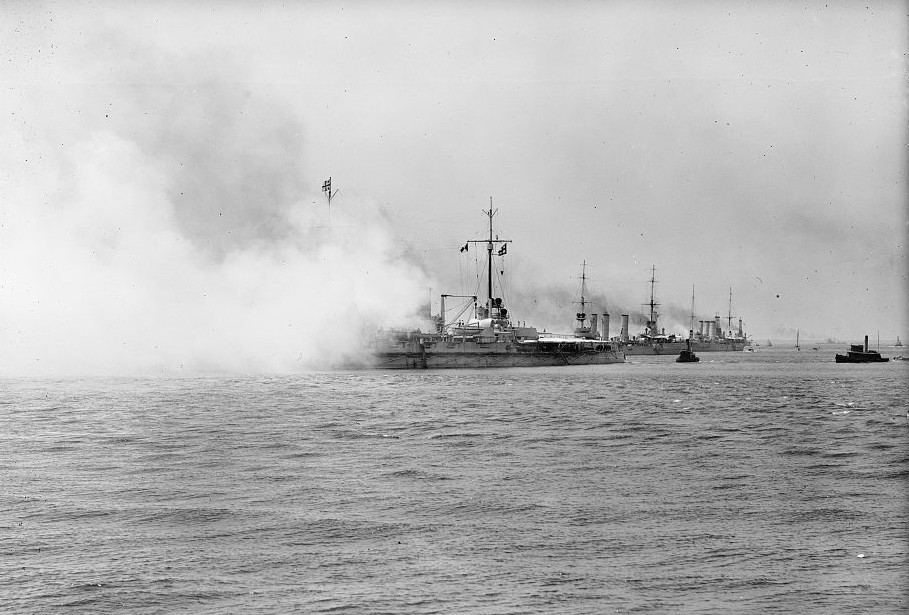
Салют «Мольтке» на Гемптонському рейді під час візиту до США у 1912 році

11 травня у складі спеціально створеної дивізії відвідав із зустрічним візитом США. До складу дивізії окрім «Мольтке» входили малі крейсери «Бремен» і «Штеттін». Після повернення з походу був включений до складу 1-ї розвідувальної групи і з 9 липня 1912 року став її флагманом. З 23 червня 1914 року постійним флагманом 1-ї групи став лінійний крейсер «Зейдліц».
Перед початком Першої світової війни були плани відправки «Мольтке» до Східної Азії на зміну «Шарнхорста». Однак спочатку похід зірвався, тому що «Мольтке» маву тимчасово замінити в Середземному морі «Гебен», який потребував ремонту, а потім всі плани порушила війна.
28 серпня під час рейду британських кораблів в Німецьку бухту «Мольтке» і «Фон дер Танн» через відплив змогли вийти в море лише о 12:30, коли бій уже припинився. «Мольтке» у складі 1-ї розвідувальної групи брав участь в обстрілі Ярмута 2-4 листопада 1914 року і Гартлпула 15-16 грудня. Під час набігу на Гартлпул зазнав влучання 152-мм снарядом під ватерлінію.
24 січня 1915 брав участь в бою біля Доггер-банки. «Мольтке» в німецькій лінії йшов другим, після «Зейдліца». Бій звівся до переслідування британськими крейсерами німецького з'єднання. Німецька ескадра обстрілювала головний британський «Лайон», потім «Тайгер», який його замінив. Британські крейсери розподілили цілі, і кожен обстрілював свою. «Мольтке» нетривалий час обстрілювався «Лайоном», а потім через плутанину його ніхто не обстрілював, тому влучань у нього не було, як і втрат в особовому складі. Виділити влучання німецьких кораблів важко, але з 22 влучань 280-мм снарядами в «Лайон» і «Тайгер» імовірно 8 або 9 з них припадає на частку «Мольтке». Всього «Мольтке» випустив 276 снарядів з дистанції 14 600-16 400 м (79-88 каб.) і домігся 2,9-3,33 % влучань.
З 29 березня 1915 року 1-а розвідувальна група брала участь у прориві флоту в Ризьку затоку. 19 серпня британський підводний човен E1, що діяв у Балтійському морі, випустив 450-мм торпеду по «Зейдліцу», який ухилився. Торпеда дісталася «Мольтке», влучивши в носову частину правого борту. Крейсер прийняв 435 т води, загинули 8 людей. Але крейсер міг підтримувати 15-вузловий хід і самостійно дістався до Гамбурга 23 серпня, де став на ремонт до 20 вересня 1915 року.
«Мольтке» взяв участь у Ютландському бою 31 травня 1916 року, йдучи четвертим в лінії лінійних крейсерів 1-ї розвідувальної групи. Під час «бігу на південь» «Мольтке» обстрілював «Тайгер», домігшись 9 влучень на дистанції 12 300-14 100 м (66-77 каб.). Сам «Мольтке» в цей час обстрілювався "Нью Зілендом, але ушкоджень не отримав. Після підключення до бою 5-ї британської ескадри лінкорів він поперемінно обстрілював «Нью Зіленд» і «Малайю», але влучень не досяг. При цьому в нього влучило чотири 381-мм снаряда і один 343-мм снаряд розірвався поблизу борта. Корабель прийняв всередину порядку 1000 т води, але тим не менш зберіг у дії артилерію головного калібру і залишився найбоєздатнішим з німецьких лінійних крейсерів. Тому після виходу з бою «Лютцова» на «Мольтке» переніс свій прапор командувач з'єднання Хіппер. В ході бою «Мольтке» випустив 259 280-мм бронебійних снарядів, а також 236 150-мм.
Після бою у складі 1-ї розвідувальної групи залишилися тільки «Фон дер Танн» і «Мольтке», тому до виходу з ремонту інших крейсерів до неї тимчасово приписали найшвидкохідніші лінкори — «Баєрн», «Маркграф» і «Гроссер Курфюрст».
Під час висадки німецьких військ на острови Езель, Моон і Даго у вересні — жовтні 1917 року «Мольтке» був флагманом німецької ескадри. Після повернення в Північне море лінійні крейсери, у тому числі і «Мольтке», використовувалися в основному для прикриття легких сил — виходу в море підводних човнів і тральщиків.

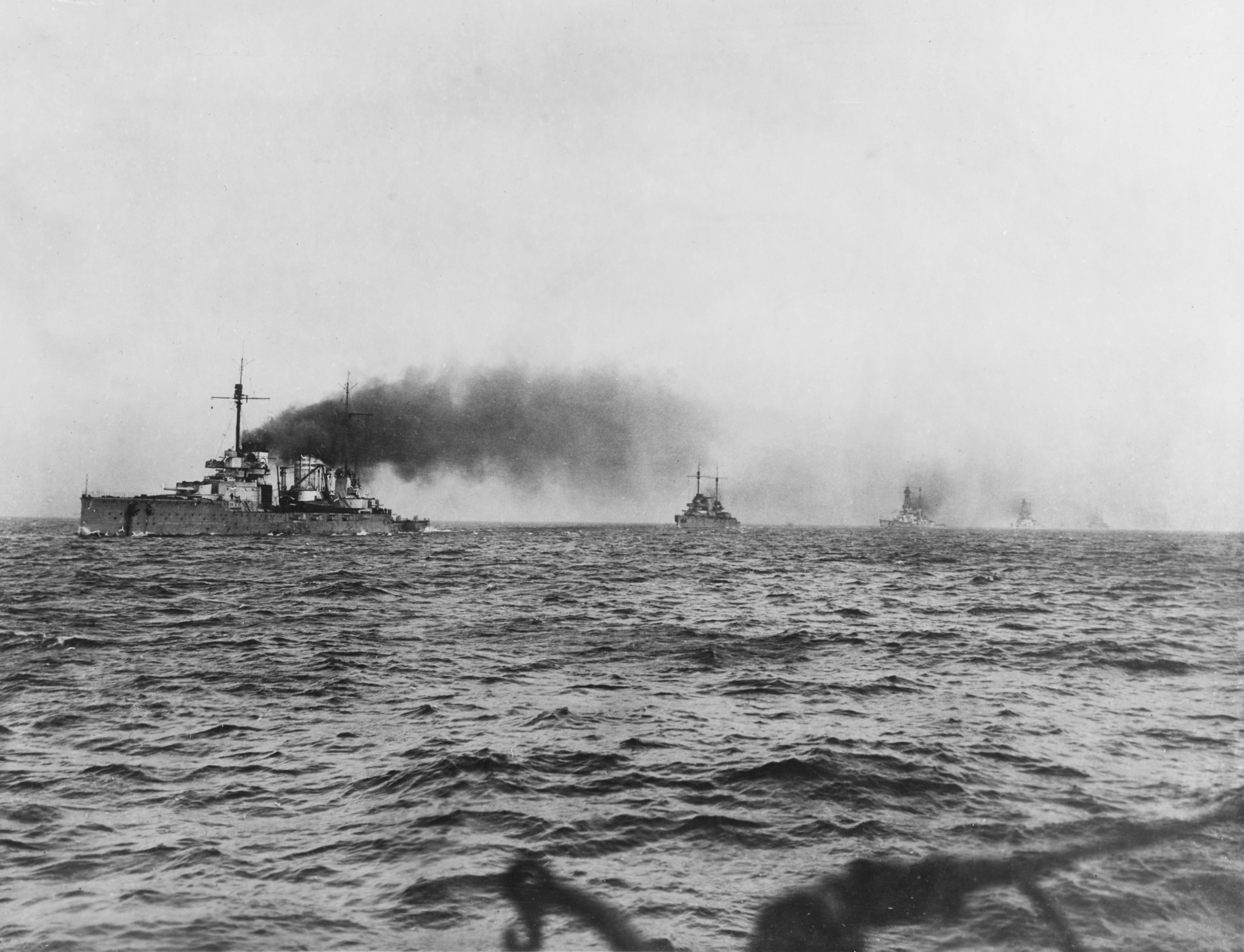
Німецький флот іде на інтернування у 1918 році. На передньому плані «Зейдліц», за ним слідує «Мольтке»

23-24 квітня 1918 року «Мольтке» брав участь в останньому поході Флоту відкритого моря. Флот намагався перехопити один зі скандинавських конвоїв, але на «Мольтке» сталася велика аварія. Він втратив зовнішній гвинт правого борту, і турбіна, що приводила його в дію, вийшла на оберти вище допустимих. Зубчастий агрегат провертання турбіни зірвався, пробивши трубу подачі забортової води в пароконденсатори і кілька паропроводів. В результаті крейсер прийняв всередину корпусу 1600 т води і втратив хід. Були затоплені турбінне і кілька котельних приміщень. Він змушений був вийти в ефір з проханням про допомогу і тим самим зірвав операцію флоту, що проводилася в режимі радіомовчання.
Спочатку «Мольтке» буксувався лінкором «Ольденбург»; потім воду відкачали, і крейсер сам зміг дати хід. Але при поверненні в порт він отримав в лівий борт 457-мм торпеду з британського підводного човна E-42 і прийняв ще 1700 т води, знову втративши хід. І лише вранці 27 квітня за допомогою буксирів «Мольтке» зміг дістатися до Вільгельмсгафена.
Згідно з умовами перемир'я «Мольтке» увійшов до переліку інтернованих кораблів і перейшов до Скапа-Флоу. 21 червня 1919 року при затопленні Флоту відкритого моря він ліг на дно західніше острова Кава. У 1927 році він був піднятий компанією Френка Кокса, відбуксований в Розайт, де протягом 1926—1927 років остаточно розібраний на метал.

### «Гебен»

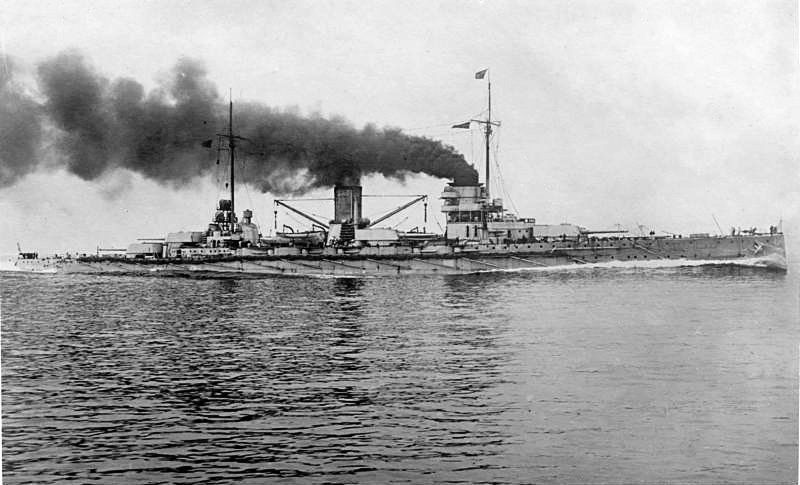
SMS Goeben у 1914 році

Замовлення на будівництво лінійного крейсера H було отримано верф'ю «Блом унд Фосс» 8 квітня 1909 року. Крейсер отримав будівельний № 201 і був закладений (за різними даними) 12 (Гільдебранд і Гренер) або 28 серпня (Конвей, Кемпбелл). При спуску на воду 28 березня 1911 року отримав ім'я «Гебен». Офіційно увійшов до складу флоту 2 липня 1912 року. Будівництво тривало 34 місяці і обійшлося в 41,564 млн марок або 20,788 млн рублів золотом. Випробування проводилися до листопада 1912 року.
Єдиний німецький лінійний крейсер, що не входив до складу 1-ї розвідувальної групи. 1 листопада 1912 року у зв'язку з початком Балканської війни була утворена Середземноморська дивізія, в яку, крім «Гебена», увійшов малий крейсер «Бреслау». До 1914 року «Гебену» була потрібна заміна трубок в котлах, і його хід впав до 24 вузлів. Замість нього на Середземне море повинен був прийти «Мольтке», але через ускладнення міжнародної обстановки це зробити не встигли.
Командувач дивізією Сушон вирішив йти в Константинополь, хоча Туреччина ще перебувала в роздумах. Британські лінійні крейсери «Індефатігебл», «Індомітебл» і «Інфлексібл» намагалися перехопити «Гебен», але не змогли за ним встигнути, а потім упустили його, помилково чекаючи його прориву через Гібралтар в Атлантику. Чотири британських броненосних крейсера під командуванням Трубріджа опинилися на шляху «Гебена», але не ризикнули вступити з ним у бій, і німецькі кораблі безперешкодно проникли в Дарданелли. Щоб уникнути інтернування, Німеччина заявила про продаж Туреччині «Гебена» і «Бреслау», які отримали назви «Султан Явуз Селім» і «Міділлі». Покупка була фіктивною. Команди залишилися німецькими, а Сушон став начальником штабу при турецькому військово-морському командуванні.
29 жовтня 1914 року турецькі кораблі обстріляли Одесу, Феодосію, Новоросійськ, а «Гёбен» — Севастополь, потопивши при відході мінний транспорт «Прут». Росія оголосила війну Туреччині, а слідом за нею й інші країни Антанти. На Чорному морі «Гебену» протистояли п'ять російських броненосців, кожен з яких поступався йому як за швидкості ходу, так і в озброєнні. Тільки разом вони представляли для німецького крейсера загрозу. 6 листопада «Гебен» крейсував близько Севастополя і в тумані зустрівся з російською ескадрою, що поверталася з обстрілу Зонгулдака. Бій біля мису Сарич з «Гебеном» вів в основному броненосець «Євстафій». Бій тривав близько 10 хвилин, на дистанції 6400-7400 м (35-40 каб.). «Гебен» випустив 19 снарядів, домігшись трьох влучань у «Євстафій» та ще одного близького розриву. У відповідь «Євстафій» добився одного влучання в каземат 150-мм гармат. На «Гебені» вийшла з ладу гармата № 3 лівого борту, запалилися підготовлені до бою заряди, і в результаті тринадцять моряків було вбито і троє поранено. Після того, як до бою долучилися «Іван Златоуст» і «Пантелеймон», «Гебен» вийшов з бою.
26 грудня 1914 року на шляху до Босфору «Гебен» підірвався на двох виставлених раніше російських мінах. У Константинополі не було дока, здатного вмістити настільки великий корабель, тому ремонт проводився на плаву німецькими фахівцями за допомогою прикріплюваних до борту кесонів. Під час ремонту діяльність «Гебена» була обмежена, хоча він виходив у море.
10 травня 1915 року ескадра російських броненосців, яка обстрілювала укріплення біля Босфору, знову зустрілася в бою з «Гебеном», який повертався з крейсерства. Видимість цього разу була хороша, і бій вівся на граничних дистанціях — близько 15 700-16 700 м (85-90 каб.). За даними російських джерел, «Гебен» близько 23 хвилин обстрілював «Євстафія», що маневрував, проте влучень не домігся. Російські броненосці домоглися трьох влучень 305-мм снарядами. Вони не заподіяли серйозних ушкоджень, але «Гебен» вирішив ретируватися і сховатися в Босфорі.
Вступ в дію російських дредноутів «Імператриця Марія» та «Імператриця Катерина Велика» ще більше обмежило дії німецьких крейсерів. Новий командувач Чорноморським флотом адмірал Колчак організував активну мінну війну в районі Босфору. Все це, а також нестача вугілля, обмежили виходи німецьких крейсерів в море. 8 травня 1916 року в умовах прекрасної видимості російський дредноут «Імператриця Катерина Велика» намагався перехопити «Гебен» за 75 миль від Босфору. «Гебен» в бій вплутуватися не став, але ще півгодини обстрілювався на відході 305-мм снарядами.
Кут піднесення гармат російського лінкора становив 25°, що забезпечувало йому максимальну дальність вогню 25 700 м (139 каб.). Щоб хоч якось компенсувати перевагу російських дредноутів в дальності стрільби, кут піднесення 280-мм гармат «Гебена» був збільшений до 22,5°. У теорії це мало забезпечити йому дальність в 23 000 м (124 каб.), Але через зношеність стволів, за даними британських джерел, вона становила 21 600 м (117 каб.).

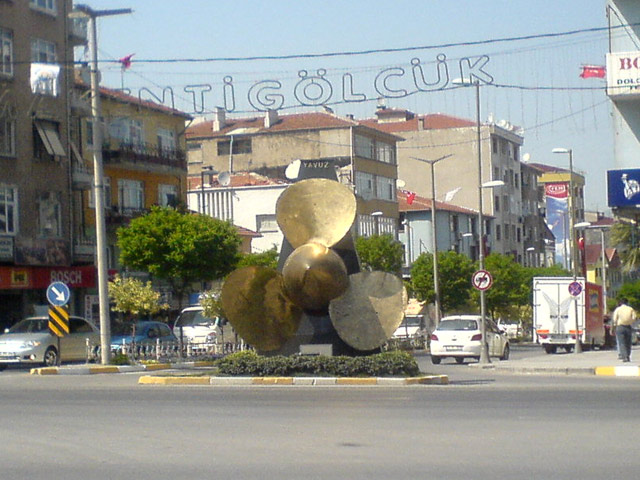
Ходовий гвинт «Гебена», встановлений на площі міста Гьольджюка

Через нестачу вугілля та необхідність тралити виставлені російським флотом міни діяльність «Гебена» і «Бреслау» до кінця війни була сильно обмежена. Після укладення 16 грудня 1917 року мирного договору з Радянською Росією потреба у присутності «Гебена» у Чорному морі відпала. У ніч з 19 на 20 січня 1918 року «Гебен» і «Бреслау» зробили вилазку проти флоту Антанти, що блокував Дарданелли. При виході з Дарданелл «Гебен» підірвався на першій міні, але операція продовжилася. В бухті острова Імброс «Гебен» з дистанції 9100-6400 м (49-34 каб.) шістьма залпами потопив британські монітори «Раглан» і «M-51». При подальшій спробі вийти до острова Лемнос для обстрілу транспортів німецькі крейсери потрапили на мінне поле. «Бреслау» підірвався на чотирьох мінах і пішов на дно. «Гебен» підірвався тільки на одній і самостійно повернувся в Дарданелли, однак на зворотному шляху підірвався ще на одній міні, а потім сів на мілину. Незважаючи на спроби літаків і артилерії союзників потопити крейсер, його все-таки 26 січня 1918 року зняли з мілини. Після капітуляції Німеччини «Гебен» вже офіційно був проданий Туреччині.
До 1926 року він був небоєздатний і відстоювався в Стенії. Для його ремонту був спеціально придбаний плавучий док, і після капітального ремонту він прослужив на флоті Туреччини до 1950 року, згодом ставши останнім лінійним крейсером, що лишався в строю. 20 грудня 1950 року був виведений в резерв, а 14 листопада 1954 року викреслений зі списку бойових кораблів і поставлений на прикіл. Туреччина запропонувала Німеччині викупити «Гебен», але після відмови 7 червня 1973 року на ньому був спущений прапор, і останній лінійний крейсер до серпня 1974 року був порізаний на метал.

## Оцінка проекту
Крейсери типу «Мольтке» стали еволюційним розвитком «Фон дер Танна». Були поліпшені всі три показники — швидкість, озброєння і бронювання. Єдиною перевагою британських лінійних крейсерів першого покоління — типів «Інвінсібл» і «Індефетігебл» — був більший головний калібр — 305 мм замість 280 мм. Однак за своїми балістичними характеристикам німецька гармата практично нічим не поступалася британській. Німецький 302-кг бронебійний снаряд мав початкову швидкість 880 м/с проти 386 кг і 831 м/с у британського. Враховуючи кращу якість німецьких снарядів, німецькі інженери досить обґрунтовано вважали його еквівалентом британського. При цьому швидкість та бронювання у німецьких крейсерів були кращі. Це дозволило фахівцям стверджувати, що німецькі крейсери типу «Мольтке», як і «Фон дер Танн», перевершували всі британські лінійні крейсери з 305-мм гарматами.
| Характеристики артилерії головного калібру капітальних кораблів, що стали в стрій у 1910—1912 роках | Характеристики артилерії головного калібру капітальних кораблів, що стали в стрій у 1910—1912 роках | Характеристики артилерії головного калібру капітальних кораблів, що стали в стрій у 1910—1912 роках | Характеристики артилерії головного калібру капітальних кораблів, що стали в стрій у 1910—1912 роках | Характеристики артилерії головного калібру капітальних кораблів, що стали в стрій у 1910—1912 роках | Характеристики артилерії головного калібру капітальних кораблів, що стали в стрій у 1910—1912 роках | Характеристики артилерії головного калібру капітальних кораблів, що стали в стрій у 1910—1912 роках |
| Гармата                                                                                             | 12″/45 Mark X                                                                                       | 12″/50 Marks XI                                                                                     | 13.5″/45 Mark V                                                                                     | 28 cm/45 SK L/45                                                                                    | 28 cm/50 SK L/50                                                                                    | 30,5 cm/50 SK L/50                                                                                  |
| --------------------------------------------------------------------------------------------------- | --------------------------------------------------------------------------------------------------- | --------------------------------------------------------------------------------------------------- | --------------------------------------------------------------------------------------------------- | --------------------------------------------------------------------------------------------------- | --------------------------------------------------------------------------------------------------- | --------------------------------------------------------------------------------------------------- |
| Калібр, мм                                                                                          | 305                                                                                                 | 305                                                                                                 | 343                                                                                                 | 280                                                                                                 | 280                                                                                                 | 305                                                                                                 |
| Довжина ствола, калібрів                                                                            | 45                                                                                                  | 50                                                                                                  | 45                                                                                                  | 42,4 (45)                                                                                           | 46,8 (50)                                                                                           | 47,4 (50)                                                                                           |
| Носії                                                                                               | «Індефатігебл»                                                                                      | «Колоссус»                                                                                          | «Лайон»                                                                                             | «Фон дер Танн»                                                                                      | «Мольтке»                                                                                           | «Гельголанд»                                                                                        |
| Рік прийняття на озброєння                                                                          | 1908                                                                                                | 1910                                                                                                | 1912                                                                                                | 1909                                                                                                | 1911                                                                                                | 1911                                                                                                |
| Маса бронебійного снаряду, кг                                                                       | 389,8                                                                                               | 386                                                                                                 | 635                                                                                                 | 302                                                                                                 | 302                                                                                                 | 405,5                                                                                               |
| Початкова швидкість, м/с                                                                            | 831                                                                                                 | 869                                                                                                 | 759                                                                                                 | 855                                                                                                 | 880                                                                                                 | 855                                                                                                 |
| Дульна енергія, МДж                                                                                 | 266,56                                                                                              | 291,49                                                                                              | 365,81                                                                                              | 220,77                                                                                              | 233,87                                                                                              | 296,43                                                                                              |
| Скорострільність, пострілів на хвилину                                                              | 1,5                                                                                                 | 1,5                                                                                                 | 1,5—2                                                                                               | 3                                                                                                   | 3                                                                                                   | 2—3                                                                                                 |
| Максимальна дальність стрільби, м (при куті піднесення гармати)                                     | 17 236 (13,5°)                                                                                      | 19 380 (15°)                                                                                        | 21 710 (20°)                                                                                        | 18 900 (20°)                                                                                        | 18 100 (13,5°)                                                                                      | 16 200—18 000 (13,5°) 20 400 (16°)                                                                  |

Однак гонка озброєнь на початку XX століття набирала обертів, і кожен наступний тип кораблів був сильнішим за попередній. Якщо «Мольтке» став у стрій одночасно з британським «Індефатігеблом», то «Гебен» вже став у стрій разом з британським лінійним крейсером другого покоління — «Лайоном». При порівнянні нового британського лінійного крейсера з «Мольтке» чітко видно відмінність у підходах двох націй до проектування лінійних крейсерів. У «Лайона» крейсерські функції переважали над лінійними. Його завданнями були захист торгівлі, розвідка, а в бою основних сил вони повинні були йти поза лінією лінкорів і здійснювати їх захист від атак міноносців і крейсерів противника. У бою головних сил їх роль обмежувалася роллю швидкохідного крила з мінімальним часом вогневого контакту на великій дистанції — охоплення голови колони кораблів супротивника і добивання відсталих пошкоджених кораблів. Тому, маючи сильніше озброєння з 343-мм гармат і вищу швидкістю, він мав тоншу броню — пояс 229 мм проти 270 мм у «Мольтке». Німецькі ж крейсери, призначені в тому числі для участі в бою основних сил в одній лінії з лінкорами, мали дворівневий головний пояс, досконалу систему протиторпедного захисту і хорошу організацію боротьби за живучість корабля. Навіть попадання торпед або підрив на міні не приводили до серйозних пошкоджень, і кораблі продовжували виконання бойового завдання.
Щоправда, як показав досвід боїв, німецька система захисту мала два недоліки. Крейсери були розраховані на бої на малих і середніх дистанціях в умовах поганої видимості Північного моря, а тому для економії ваги товщина бронювання барбетів в зоні, прикритій броньовим поясом і траверзними броньовими перегородками, була зменшена. Це призводило до того, що в бою на великих дистанціях снаряди, що падали під великим кутом, проходили над поясом і вражали башти в зони, слабко прикриті бронею. Це мало не стало причиною загибелі «Зейдліца» в битві біля Доггер-банки і призводило до виходу з ладу башт на німецьких лінійних крейсерах під час Ютландскої битви. Ще одним недоліком можна вважати великі відсіки бортових підводних торпедних апаратів, не прикриті протиторпедною перегородкою. Їх затоплення при попаданні снарядів в цей район в кінцевому рахунку призвело до загибелі «Лютцова» в Ютландській битві.
Висока швидкість «кішок адмірала Фішера» завжди дозволяла їм нав'язати бій і при несприятливій обстановці в будь-який момент вийти з нього. Перевага у швидкості та озброєнні також дозволяла обрати сприятливу дистанцію бою.
| Порівняльні характеристики капітальних кораблів, ща стали в стрій у 1910—1912 роках | Порівняльні характеристики капітальних кораблів, ща стали в стрій у 1910—1912 роках | Порівняльні характеристики капітальних кораблів, ща стали в стрій у 1910—1912 роках | Порівняльні характеристики капітальних кораблів, ща стали в стрій у 1910—1912 роках | Порівняльні характеристики капітальних кораблів, ща стали в стрій у 1910—1912 роках | Порівняльні характеристики капітальних кораблів, ща стали в стрій у 1910—1912 роках | Порівняльні характеристики капітальних кораблів, ща стали в стрій у 1910—1912 роках |
|                                                                                     | «Індефатігебл»                                                                      | «Лайон»                                                                             | «Фон дер Танн»                                                                      | «Мольтке»                                                                           | «Колоссус»                                                                          | «Гельголанд»                                                                        |
| ----------------------------------------------------------------------------------- | ----------------------------------------------------------------------------------- | ----------------------------------------------------------------------------------- | ----------------------------------------------------------------------------------- | ----------------------------------------------------------------------------------- | ----------------------------------------------------------------------------------- | ----------------------------------------------------------------------------------- |
| Клас                                                                                | лінійний крейсер                                                                    | лінійний крейсер                                                                    | лінійний крейсер                                                                    | лінійний крейсер                                                                    | лінійний корабель                                                                   | лінійний корабель                                                                   |
| Рік закладення                                                                      | 1909                                                                                | 1909                                                                                | 1908                                                                                | 1909                                                                                | 1909                                                                                | 1908                                                                                |
| Рік введення у стрій                                                                | 1911                                                                                | 1912                                                                                | 1910                                                                                | 1912                                                                                | 1911                                                                                | 1911                                                                                |
| Водотоннажність нормальна, т                                                        | 18 765,5                                                                            | 26 690,3                                                                            | 19 370                                                                              | 22 979                                                                              | 20 548,6                                                                            | 22 808                                                                              |
| Повна, т                                                                            | 22 433,3                                                                            | 30 154,9                                                                            | 21 300                                                                              | 25 400                                                                              | 23 418,8                                                                            | 24 700                                                                              |
| Номінальна потужність СУ, к. с.                                                     | 43 000                                                                              | 70 000                                                                              | 42 000                                                                              | 52 000                                                                              | 25 000                                                                              | 28 000                                                                              |
| Проектна максимальна швидкість, вузли                                               | 25                                                                                  | 27                                                                                  | 24,8                                                                                | 25,5                                                                                | 21                                                                                  | 20,5                                                                                |
| Дальність, миль (на швидкості, вузли)                                               | 6330 (10)                                                                           | 5610 (10)                                                                           | 4400 (14)                                                                           | 4120 (14)                                                                           | 6680 (10)                                                                           | 5500 (10)                                                                           |
| Бронювання, мм                                                                      |                                                                                     |                                                                                     |                                                                                     |                                                                                     |                                                                                     |                                                                                     |
| Пояс                                                                                | 152                                                                                 | 229                                                                                 | 250                                                                                 | 270                                                                                 | 279                                                                                 | 300                                                                                 |
| Башти, лоб                                                                          | 179                                                                                 | 229                                                                                 | 230                                                                                 | 230                                                                                 | 279                                                                                 | 300                                                                                 |
| Барбети                                                                             | 179                                                                                 | 229                                                                                 | 200—230                                                                             | 200—230                                                                             | 279                                                                                 | 300                                                                                 |
| Рубка                                                                               | 254                                                                                 | 254                                                                                 | 250                                                                                 | 300                                                                                 | 279                                                                                 | 400                                                                                 |
| Палуба                                                                              | 65—25                                                                               | 65—25                                                                               | 50                                                                                  | 50—30                                                                               | 100—45                                                                              | 80—55                                                                               |
| Озброєння                                                                           |                                                                                     |                                                                                     |                                                                                     |                                                                                     |                                                                                     |                                                                                     |
| Головний калібр                                                                     | 4×2×305-мм/45                                                                       | 4×2×343-мм/45                                                                       | 4×2×280-мм/45                                                                       | 5×2×280-мм/50                                                                       | 5×2×305-мм/50                                                                       | 6×2×305-мм/50                                                                       |
| Допоміжний                                                                          | 16×102-мм/50 4×57-мм                                                                | 16×102-мм/50 4×57-мм                                                                | 10×150-мм/45 16×88-мм/45                                                            | 12×150-мм/45 12×88-мм/45                                                            | 16×102-мм/50 4×57-мм                                                                | 14×150-мм/45 14×88-мм/45                                                            |
| Торпедне озброєння                                                                  | 3×457-мм ТА                                                                         | 3×533-мм ТА                                                                         | 4×450-мм ТА                                                                         | 4×500-мм ТА                                                                         | 3×533-мм ТА                                                                         | 6×500-мм ТА                                                                         |

## Використана література і джерела
1. 1 2 3  Staff та German Battlecruisers, с. 11.
2. ↑  Мужеников та Линейные крейсера Германии, с. 35.
3. 1 2 3 4 5 6 7 8  Мужеников та Линейные крейсера Германии, с. 36.
4. 1 2 3  Gröner та Die deutschen Kriegsschiffe, с. 82.
5. 1 2 3 4 5 6 7 8 9  Мужеников та Линейные крейсера Германии, с. 38.
6. 1 2 3  Staff та German Battlecruisers, с. 14.
7. 1 2 3 4 5  Мужеников та Линейные крейсера Германии, с. 37.
8. 1 2  Staff та German Battlecruisers, с. 12.
9. 1 2 3 4 5  Campbell та Battlecruisers, с. 22.
10. ↑  Campbell та Battlecruisers, с. 23.
11. 1 2  Мужеников та Линейные крейсера Германии, с. 49.
12. 1 2  Staff та German Battlecruisers, с. 15.
13. ↑  Мужеников та Линейные крейсера Германии, с. 39.
14. ↑  Мужеников та Линейные крейсера Германии, с. 39-40.
15. 1 2 3  Мужеников та Линейные крейсера Германии, с. 42.
16. ↑  Campbell та Battlecruisers, с. 24.
17. ↑  Staff та German Battlecruisers, с. 15-16.
18. ↑  Staff та German Battlecruisers, с. 16.
19. ↑  Мужеников та Линейные крейсера Германии, с. 43-44.
20. 1 2 3  Мужеников та Линейные крейсера Германии, с. 45.
21. 1 2  Мужеников та Линейные крейсера Германии, с. 46.
22. ↑  Мужеников та Линейные крейсера Германии, с. 50.
23. ↑  Staff та German Battlecruisers, с. 18.
24. ↑  Мужеников та Линейные крейсера Германии, с. 51-57.
25. 1 2  Campbell та Battlecruisers, с. 25.
26. ↑  Staff та German Battlecruisers, с. 19.
27. ↑  Мужеников та Линейные крейсера Германии, с. 59-65.
28. ↑  Мужеников та Линейные крейсера Германии, с. 65-66.
29. 1 2 3  Campbell та Battlecruisers, с. 26.
30. ↑  Мужеников та Линейные крейсера Германии, с. 67-68.
31. ↑  Мужеников та Линейные крейсера Германии, с. 68-69.
32. ↑  Мужеников та Линейные крейсера Германии, с. 69.
33. ↑  Staff та German Battlecruisers, с. 19-20.
34. ↑  Мужеников та Линейные крейсера Германии, с. 69-72.
35. ↑  Мужеников та Линейные крейсера Германии, с. 72-73.
36. ↑  Campbell та Battlecruisers, с. 19.
37. ↑  Мужеников та Линейные крейсера Германии, с. 93.
38. ↑  Gröner та Die deutschen Kriegsschiffe, с. 80-81.
39. ↑  Gröner та Die deutschen Kriegsschiffe, с. 48.